# 아르투어 자이스잉크바르트
아르투어 자이스잉크바르트(독일어: Arthur Seyß-Inquart, 1892년 7월 22일 ~ 1946년 10월 16일)는 오스트리아의 정치가, 법률가로, 나치당 당원이기도 하다.

## 생애
모라바 지방(출생 시에는 오스트리아-헝가리 제국 영토)에서 아르투르 차이티흐(Arthur Zajtich)라는 이름으로 태어났고, 1907년 빈으로 이주한 뒤 독일식 성인 자이스잉크바르트로 고쳤다. 빈 대학에서 법률을 전공했고, 1차대전 중에는 오스트리아군에 입대해 전쟁에 참가했다.
종전 후 변호사로 활동했고, 오스트리아의 극우 민족주의 정당인 조국전선과 긴밀한 관계를 맺으면서 1933년에는 엥겔베르트 돌푸스 내각에 입각하기도 했다. 돌푸스가 암살된 뒤에도 정계에 남아있었으나, 독일의 오스트리아 병합을 위해 암약하고 있던 나치당과도 막후 관계를 맺고 있었다.
1938년 3월 13일에 오스트리아가 나치 독일에 병합되어 오스트마르크라는 독일의 일개 지방으로 격하되면서 정식으로 나치당에 입당했고, 아돌프 히틀러에 의해 오스트마르크의 국가관리인으로 입각해 합병과 관련된 법률의 검토와 제정, 처리를 담당했다.
1940년 5월 독일군이 네덜란드를 점령한 후 국가전권위원 자격으로 파견되었고, 전쟁 물자 수탈과 유대인이나 정치범 등 '민족의 적'에 대한 대대적인 검거와 분류 작업, 처벌, 강제 수용소 운영 등에 깊이 관여해 '네덜란드의 도살자'라는 악명높은 별명으로 불리게 되었다.
1944년 노르망디 상륙 작전의 성공으로 네덜란드에 대한 연합군의 공세가 시작된 뒤에는 히틀러가 내세운 초토화 정책에 따라 네덜란드 각지의 항구나 제방에 대한 파괴 명령을 내려 공세 지연을 꾀했고, 연합군과 대치 중에는 휴전 회담에 독일 대표로 참석하기도 했다.
히틀러 자살 후 카를 되니츠 휘하의 내각에서는 요아힘 폰 리벤트로프의 후임으로 외무 장관이 되었으나, 3일 만에 물러났다. 종전 직전 도피처였던 함부르크에서 체포되었고, 뉘른베르크 재판에서 주요 기소 항목 4개 중 3개 부문의 유죄가 입증되어 사형 판결을 받아 처형되었다.